# Joan Rutllant i Pibernat
Joan Rutllant i Pibernat (Palafrugell, 1927 – 2015) va ser un empresari i polític català. Va obtenir el títol de Professor Mercantil i es va dedicar a la fabricació de taps de suro. Va treballar a la firma Esteve & Cia, de la qual arribà a ser accionista i, posteriorment, creà la seva pròpia empresa. Va ser membre de la junta central del Sindicat Nacional del Suro, vicepresident del Sindicat Provincial del Suro i president del Grup Taps de la Confederació Europea del Suro (París).
Va ser alcalde de Palafrugell en els períodes 1973-1974 i 1974-1979. A més, va exercir els càrrecs de president de la Cambra de Comerç de Palamós, president de la Companyia d'Aigües Potables de Palamós i vicepresident de la Comunitat Turística de la Costa Brava.